# Pseudaneitea gravisulca
Pseudaneitea gravisulca är en snäckart som beskrevs av Burton 1963. Pseudaneitea gravisulca ingår i släktet Pseudaneitea och familjen Athoracophoridae. Inga underarter finns listade i Catalogue of Life.